# ФК «Динамо» Москва в сезоне 1923
Сезон 1923 года стал для «Динамо» Москва первым в своей истории. В нём команда приняла участие в весеннем и осеннем чемпионате Москвы и в первенстве «Динамо».

## Общая характеристика выступления команды в сезоне
После создания 18 апреля 1923 года общества «Динамо», было принято решение о формировании при обществе футбольной команды. Эта задача была поручена служившему в те времена в войсках ГПУ бывшему вратарю клуба КФ «Сокольники» Фёдору Чулкову, который пригласил в новообразуемую команду игроков своего бывшего клуба практически в полном составе, в том числе и достаточно известных в Москве футболистов Николая Троицкого, Василия Житарева, Михаила Денисова и других.
Включенная в разыгрываемое по «олимпийской системе» весеннее первенство команда сразу же встретилась с одним из фаворитов — «Красной Пресней» — и, проиграв в достаточно упорной борьбе 2:3, выбыла из турнира.
В гигантском (36 заявленных участников) осеннем первенстве команда оказалась в предварительной группе с другим фаворитом — командой «Яхт-Клуб Райкомвода» (бывший СК «Замоскворечье»), с которой бороться за выход из группы была объективно не в состоянии. Кроме того, ряд ведущих футболистов недостаточно серьёзно относился к своим обязанностям (это относилось и к избранному капитаном Житареву, не сумевшему сплотить футболистов); некоторые из них позволяли себе даже не являться на матчи. В результате команда заняла лишь третье место в группе, пропустив вперед ещё и другой новообразованный клуб — «Астаховский Клуб Спорта» (АКС).
Осенью динамовцы провели первый в истории матч со своими питерскими одноклубниками (на самом деле, основанная годом ранее петроградская команда тогда называлась «команда ГПУ Петроградского района» — название «Динамо» она приняла позже), положив начало традиционным футбольным первенствам общества.

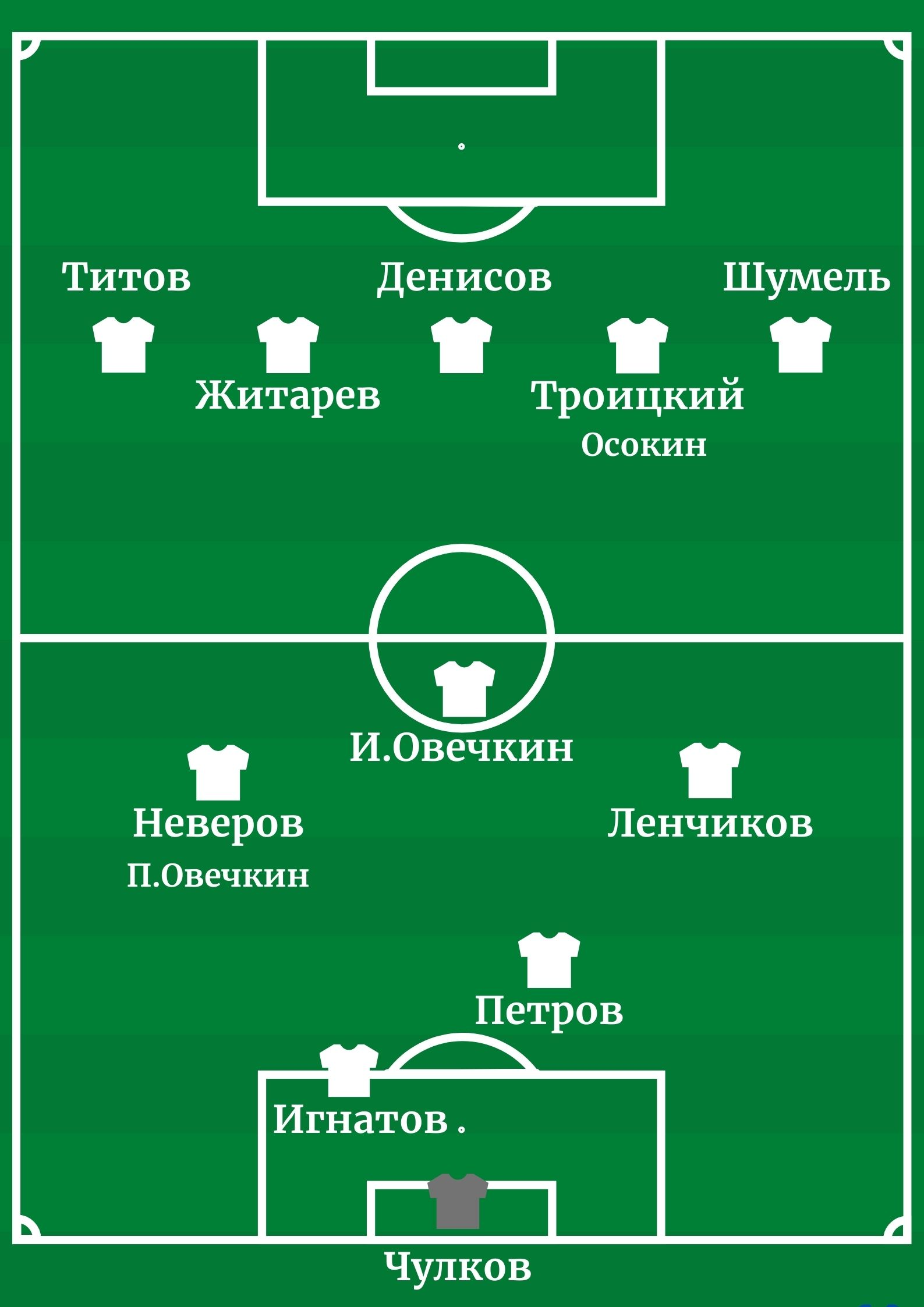

## Команда

### Состав
| Игрок                | Дата рождения    | Сезон в «Динамо» | Бывший клуб   |
| Вратарь              | Вратарь          | Вратарь          | Вратарь       |
| -------------------- | ---------------- | ---------------- | ------------- |
| Фёдор Чулков         | 17 февраля 1898  | 1                | КФС (Москва)  |
| Защитники            |                  |                  |               |
| Александр Петров     | [[ ]] 1893       | 1                | КФС (Москва)  |
| Николай Игнатов      | 2 мая 1894       | 1                | КФС (Москва)  |
| Полузащитники        |                  |                  |               |
| Иван Ленчиков        | 31 мая 1899      | 1                | КФС (Москва)  |
| Иван Овечкин         | 26 апреля 1897   | 1                | КФС (Москва)  |
| Пётр Овечкин         | [[ ]] 1900       | 1                | КФС (Москва)  |
| Сергей Неверов       | [[ ]] 1900       | 1                | КФС (Москва)  |
| Сергей Дмитриев-Моро | [[ ]] 1895       | 1                | ОЛЛС (Москва) |
| Нападающие           |                  |                  |               |
| Сергей Шумель        | 27 января 1897   | 1                | КФС (Москва)  |
| Николай Троицкий     | [[ ]] 1897       | 1                | КФС (Москва)  |
| Михаил Денисов       | 16 января 1899   | 1                | КФС (Москва)  |
| Василий Житарев      | 1 января 1891    | 1                | КФС (Москва)  |
| Борис Титов          | [[ ]] 1896       | 1                | КФС (Москва)  |
| Иван Осокин          | [[ ]] 1905       | 1                | КФС (Москва)  |
| Александр Тягунов    | [[ ]] 1897       | 1                | ОФВ (Москва)  |
| Александр Борисов    | 12 сентября 1899 | 1                | СКЗ (Москва)  |
| Константин Васильев  | [[ ]] 1901       | 1                | КФС (Москва)  |

## Официальные матчи

### Чемпионат Москвы 1923 (весна)
Чемпионат проводился по «олимпийской системе» (8 команд). Чемпион — «Красная Пресня».
Команда «Динамо» Москва выбыла в 1/4 финала (разделила 5 — 8 места).
| 17 июн ЧМ 1 | «Динамо» Москва                | 2:3     | «Красная Пресня»                           | Москва                                                      |
| | - Житарев 11′ - Н.Троицкий 68′ | (отчёт) | - 28′ П.Канунников - 36′ 82′ (пен.) Исаков | Стадион: «Красный стадион» Зрителей: 3 000 Судья: К.Квашнин |
| «Динамо» Москва: Чулков - Петров, Игнатов - Ленчиков, И.Овечкин, Неверов - Шумель, Н.Троицкий, Денисов, Житарев , Б.Титов Красная Пресня: А.Козлов - Тиксон, В.Хайдин - Мошаров, И.Артемьев , А.Канунников - Н.Старостин, Исаков, Д.Маслов, П.Канунников, П.Артемьев |                                |         |                                            |                                                             |

### Чемпионат Москвы 1923 (осень)
Чемпионат игрался в два этапа: 36 команд в 9 предварительных группах по 4 команды играли в два круга; 9 победителей групп по «олимпийской системе» выявили чемпиона — «Яхт-Клуб Райкомвода».
Команда «Динамо» Москва играла в предварительной группе 3, где заняла третье место.
| 12 авг ЧМ 1(2) | «Динамо» Москва | 1:1     | «Астаховский Клуб Спорта» | Москва                                            |
| | - Денисов 30′   | (отчёт) | - 55′ Цыплёнков           | Стадион: «АКС» Зрителей: 3 000 Судья: В.Прокофьев |
| «Динамо» Москва: Чулков - Петров, Игнатов - Ленчиков, И.Овечкин, П.Овечкин - Шумель, Н.Троицкий, Денисов, Житарев , Б.Титов Астаховский Клуб Спорта: С.Белкин - Андросов, Гаврютиков - Мешков, Погонченков, Сидоров - Плотников, Волынский, Цыплёнков , Хлебин, Шустров |                 |         |                           |                                                   |

| 19 авг ЧМ 2(3) | «Динамо» Москва | 1:3     | «Яхт-Клуб Райкомвода»        | Москва                                                     |
| | - Денисов 65′   | (отчёт) | - 6′ 58′ Селин - 33′ А.Холин | Стадион: «Красная Пресня» Зрителей: 5 000 Судья: Л.Романов |
| «Динамо» Москва: Чулков - Петров, Игнатов - Ленчиков, И.Овечкин, Неверов - Шумель, Н.Троицкий, Денисов, Житарев , Б.Титов Яхт-Клуб Райкомвода: Н.Соколов - Рущинский, Дубинин - Ноготков, Вс.Кузнецов, Малахов - Т.Григорьев, Сушков, Селин , С.Троицкий, А.Холин |                 |         |                              |                                                            |

| 28 авг ЧМ 3(4)                                                                                                | «Динамо» Москва                              | 4:0     | 4 УППВ «Мамонтовка» | Москва                                           |
| | - Житарев 30′ 65′ - Шумель 71′ - Б.Титов 80′ | (отчёт) |                     | Стадион: «ЗКС» Зрителей: 2 000 Судья: М.Корсаков |
| «Динамо» Москва: Чулков - Петров, Игнатов - Ленчиков, И.Овечкин, Неверов - Шумель, Тягунов, Житарев , Б.Титов |                                              |         |                     |                                                  |

| 16 сен ЧМ 4(5) | «Динамо» Москва  | 1:2     | «Астаховский Клуб Спорта»     | Москва                                           |
| | - Н.Троицкий 53′ | (отчёт) | - 25′ Цыплёнков - 70′ Шустров | Стадион: «Динамо» Зрителей: 3 000 Судья: П.Бозов |
| «Динамо» Москва: Чулков - Петров, Игнатов - Ленчиков, И.Овечкин, Неверов - Шумель, Н.Троицкий, Денисов, Житарев , Б.Титов Астаховский Клуб Спорта: С.Белкин - Андросов, Гаврютиков - Мешков, И.Пономарёв, Сидоров - Плотников, Волынский, Цыплёнков , А.Белкин, Шустров |                  |         |                               |                                                  |

| 23 сен ЧМ 5(6) | «Динамо» Москва | 1:4     | «Яхт-Клуб Райкомвода»                                      | Москва                                                 |
| | - Житарев 70′   | (отчёт) | - 15′ Сушков - 41′ С.Бухтеев - 60′ Селин - 79′ Т.Григорьев | Стадион: «Динамо» Зрителей: 3 000 Судья: И.Савостьянов |
| «Динамо» Москва: Чулков - Петров, Игнатов - Ленчиков, И.Овечкин, Неверов - Шумель, Н.Троицкий, Житарев , Осокин Яхт-Клуб Райкомвода: Н.Соколов - Рущинский, Вс.Кузнецов - Ноготков, С.Бухтеев , Малахов - Т.Григорьев, Сушков, Селин, С.Троицкий, А.Холин |                 |         |                                                            |                                                        |

| 1 окт ЧМ 6(7) | «Динамо» Москва                                                                                          | 13:0    | 4 УППВ «Мамонтовка» | Москва                                              |
| | - Н.Троицкий 8′ 12′ 21′ 30′ 55′ 60′ - Б.Титов 35′ 40′ 65′ - Житарев 48′ 68′ - П.Овечкин 71′ - Шумель 85′ | (отчёт) |                     | Стадион: «Динамо» Зрителей: 2 000 Судья: И.Керцелли |
| «Динамо» Москва: Чулков - Петров, Игнатов - Ленчиков, И.Овечкин, П.Овечкин - Шумель, Осокин, Н.Троицкий, Житарев , Б.Титов | |         |                     |                                                     |

#### Итоговая таблица
| М | Клуб                      | И | В | Н | П | М       | О  |
| - | ------------------------- | - | - | - | - | ------- | -- |
| 1 | «Яхт-Клуб Райкомвода»     | 6 | 5 | 0 | 1 | 30 — 6  | 10 |
| 2 | «Астаховский Клуб Спорта» | 6 | 3 | 1 | 2 | 16 — 16 | 7  |
| 3 | «Динамо» Москва           | 6 | 2 | 1 | 3 | 21 — 10 | 5  |
| 4 | 4 УППВ «Мамонтовка»       | 6 | 1 | 0 | 5 | 3 — 38  | 2  |

### Первенство «Динамо»
| 28 окт ЧД 1 | «Динамо» Москва             | 2:0     | «Динамо» Петроград | Москва                                                 |
| | - Денисов 15′ - Б.Титов 65′ | (отчёт) |                    | Стадион: «Динамо» Зрителей: 2 000 Судья: И.Савостьянов |
| «Динамо» Москва: Чулков - Петров, Игнатов - Ленчиков, П.Овечкин, Неверов - Шумель, Осокин, Денисов, Житарев , Б.Титов «Динамо» Петроград: Голубев - Кузьмин, Озолин - Фёдоров, Иванов, Юрков - Мозжухин, Богданов , Васильев, Грибанов, Надуваев |                             |         |                    |                                                        |

## Товарищеские матчи

#### Праздник открытия первого пролетарского общества «Динамо»
| 24 июн ТМ 1 | «Динамо» Москва                      | 2:2     | ОППВ                                   | Москва                         |
| | - Н.Троицкий нач2Т′ - Денисов кон2Т′ | (отчёт) | - сер1Т′ Савостьянов - кон1Т′ Жибоедов | Стадион: ОППВ Судья: К.Квашнин |
| «Динамо» Москва: Чулков - Лёнчиков, Игнатов - И.Овечкин, П.Овечкин, Дмитриев-Моро - Борисов, Н.Троицкий, Денисов, Житарев , Васильев ОППВ: Шимкунас - Исаев, Сысоев - Лебедев, В.Ратов, Пахомов - Дубинин, Савостьянов, М.Ратов, Тюльпанов, Жибоедов |                                      |         |                                        |                                |

#### Предсезонные и контрольные игры
| 13 мая ТМ 2 | «Динамо» Москва | 3:2     | «Красное Орехово» | Москва |
|             |                 | (отчёт) |                   |        |

| 3 июня ТМ 3 | «Динамо» Москва | 1:1     | «Моссовет» | Москва |
|             |                 | (отчёт) |            |        |

## Статистика сезона

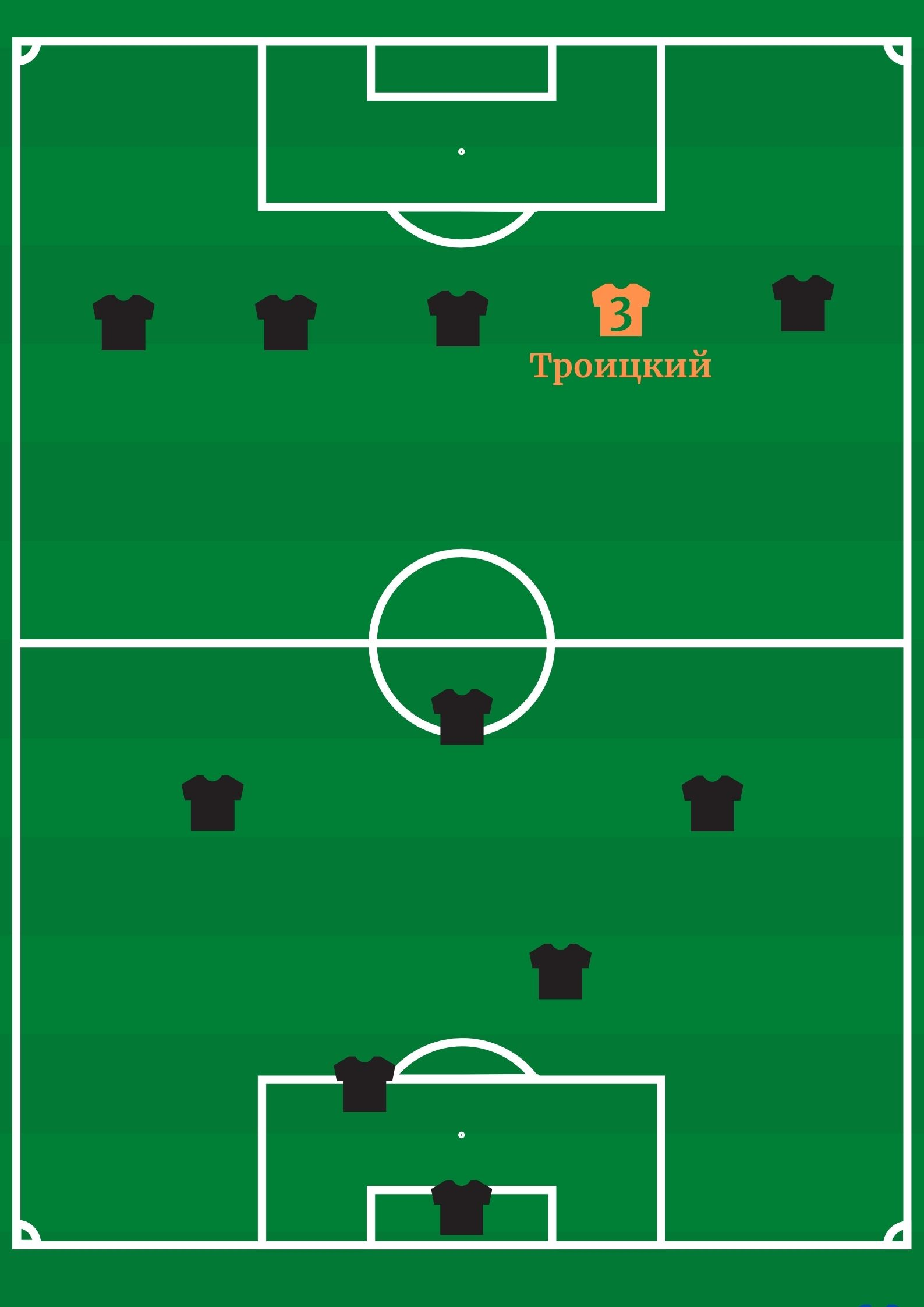
Динамовцы в списке 33 лучших футболистов

| Игрок                | Итого           | Итого   | Чемпионат Москвы | Чемпионат Москвы | Чемпионат «Динамо» | Чемпионат «Динамо» | Товарищеские матчи | Товарищеские матчи |
| Игрок                | Вышел на замену | Гол     | Вышел на замену  | Гол              | Вышел на замену    | Гол                | Вышел на замену    | Гол                |
| Вратарь              | Вратарь         | Вратарь | Вратарь          | Вратарь          | Вратарь            | Вратарь            | Вратарь            | Вратарь            |
| -------------------- | --------------- | ------- | ---------------- | ---------------- | ------------------ | ------------------ | ------------------ | ------------------ |
| Фёдор Чулков         | 8               | (-13)   | 7                | (-13)            | 1                  | (-0)               | 1                  | (-2)               |
| Защитники            |                 |         |                  |                  |                    |                    |                    |                    |
| Александр Петров     | 8               |         | 7                |                  | 1                  |                    |                    |                    |
| Николай Игнатов      | 8               |         | 7                |                  | 1                  |                    | 1                  |                    |
| Полузащитники        |                 |         |                  |                  |                    |                    |                    |                    |
| Иван Ленчиков        | 8               |         | 7                |                  | 1                  |                    | 1                  |                    |
| Иван Овечкин         | 8               |         | 7                |                  | 1                  |                    | 1                  |                    |
| Сергей Неверов       | 6               |         | 5                |                  | 1                  |                    |                    |                    |
| Пётр Овечкин         | 2               | 1       | 2                | 1                |                    |                    | 1                  |                    |
| Сергей Дмитриев-Моро |                 |         |                  |                  |                    |                    | 1                  |                    |
| Нападающие           |                 |         |                  |                  |                    |                    |                    |                    |
| Сергей Шумель        | 8               | 2       | 7                | 2                | 1                  |                    |                    |                    |
| Николай Троицкий     | 6               | 8       | 6                | 8                |                    |                    | 1                  | 1                  |
| Михаил Денисов       | 5               | 3       | 4                | 2                | 1                  | 1                  | 1                  | 1                  |
| Василий Житарев      | 8               | 6       | 7                | 6                | 1                  |                    | 1                  |                    |
| Борис Титов          | 7               | 5       | 6                | 4                | 1                  | 1                  |                    |                    |
| Иван Осокин          | 3               |         | 2                |                  | 1                  |                    |                    |                    |
| Александр Тягунов    | 1               |         | 1                |                  |                    |                    |                    |                    |
| Александр Борисов    |                 |         |                  |                  |                    |                    | 1                  |                    |
| Константин Васильев  |                 |         |                  |                  |                    |                    | 1                  |                    |